# Nathan Viliamu
Nathan Viliamu (ur. 25 czerwca 1995 na Samoa) – samoański piłkarz grający na pozycji napastnika w samoańskim klubie Lupe o le Soaga oraz reprezentacji Samoa. W swojej karierze grał także w innej samoańskiej drużynie Vaipuna SC. W kadrze narodowej zadebiutował 20 marca 2024 w meczu eliminacji do Pucharu Narodów Oceanii 2024 z Tonga, w którym strzelił dublet.